# Solthy György
Solthy György (soltenaui Sterbenz Rudolf; Sopron, 1904. május 18. – Budapest, 1961. november 14.) magyar színész. Felesége Szigethi (Szigethy) Anna színésznő volt.

## Életpályája
A középiskola után egy ideig bankhivatalnokként dolgozott. 1923-ban vidéki színházakban kezdte pályáját. 1927–29 között, majd 1934–35-ben a Király Színházban szerepelt. 1929–31 közt Kolozsvárott, 1931–32-ben Miskolcon lépett fel. 1932-től 1943-ig – kisebb megszakításokkal – a Budapesti Operettszínházban játszott. Remek tánctudásával és kellemes bariton énekhangjával bonvivánként aratta színpadi sikereit. 1936–39 között a Royal és a Városi Színház művésze volt; 1937-ben a Művész Színházban is kapott szerepeket. 1940-ben, 1947-ben és 1951–56 között a Madách tagja. 1944 folyamán az Új Magyar és a Vidám Színházban is fellépett. 1945-ben a Pesti és a Vígszínház, 1946-ban a Budapesti Operettszínház, a Magyar Színház, a Márkus Parkszínház és a Royal Revü Varieté színpadán volt látható. 1948–49-ben a Pesti Színház foglalkoztatta. 1949-től 1951-ig nem színészkedhetett, miután állásából felfüggesztették, mert egy vidéki forgatást követően a falusi vendéglőben berúgott és a Rákosi-rendszert kritizálta, sőt egy propagandaplakátot le is tépett a falról. Kénytelen volt elmenni éjjeli portásnak és hullaszállítónak a Benczúr utcai elfekvőkórházba, 1951-től azonban visszatérhetett a pályára és a Vidám Színpad tagja lett.
Idővel egyre többet ivott, ami végül tönkretette a szervezetét. Súlyosan megbetegedett, s hosszú szenvedés után, 57 évesen meghalt. A rákoskeresztúri Új köztemetőben helyezték örök nyugalomra.

## Színházi szerepei
1945 előtt
- Martos–Szirmai: Alexandra....XXII. Keresztély
- Martos–Szirmai: Éva grófnő....Laczfy Sándor
- Harbach–Mandel: Mersz-e, Mary?....Charley
- Harbach–Hammerstein: Rose-Marie....Edward
- St-Granier–Willemetz: Szeretlek!....Olivér

1945 után (a Színházi Adattárban regisztrált bemutatóinak száma: 25)
- Madách: Az ember tragédiája....
- Berczeli Anselm: Fekete Mária....
- Bíró: Fölszállott a páva....Pávay Rohn
- Gádor: Részeg éjszaka....Főúr
- Rácz: A préri ökle....Kemenes
- Komjáthy: Csicsónénak három lánya....Koltay
- De Fries: Mimóza....De Merlimont
- Molière: Zsugori....Némedi Gyolcs István
- Offenbach: Szép Heléna....Agamemnon
- Mouezy–Éon–Durieux: Az ezred apja....Bautin
- Mikszáth: Különös házasság....Dőry István
- Aymé: Őnagysága és a mészáros....Duxin
- Gyárfás–Örkény: Zichy palota....Kulcsár Dénes
- Wydrzyński: Klementina asszony szalonja....Wladiszlaw
- Romasov: Égő híd....Kutyjak
- Osztrovszkij: Farkasok és bárányok....Linyájev
- Sarkadi: Út a tanyákról....Szerb
- Szurov: Hajnal Moszkva felett....Anton Zvjagincev
- Kron: Halott völgy....Szemjon
- Mikszáth: A körtvélyesi csíny....Röszkey Pál
- Shakespeare: Rómeó és Júlia....Capulet
- Hubay: Egy magyar nyár....Miniszter
- Pogogyin: A Kreml toronyórája....Pap
- Hikmet: Az ünnep első napja....Orhán bej
- Victor Hugo: Királyasszony lovagja....Santa Cruz márki

## Filmográfia
- Tóparti látomás (1940)
- Balkezes angyal (1940)
- Akit elkap az ár (1941)
- Behajtani tilos! (1941)
- Dankó Pista (1941)
- Egy asszony visszanéz (1941)
- Édes ellenfél (1941)
- Életre ítéltek! (1941)
- Ne kérdezd, ki voltam (1941)
- Néma kolostor (1941)
- Háry János (1941)
- Dr. Kovács István (1942)
- Estélyi ruha kötelező (1942)
- Kísértés (1942)
- Kadétszerelem (1942)
- Negyedíziglen (1942)
- Szeptember végén (1942)
- A láp virága (1943)
- Álomkeringő (1943)
- Anyámasszony katonája (1943)
- Egér a palotában (1943)
- Fekete hajnal (1943)
- Kerek Ferkó (1943)
- Megálmodtalak (1943)
- Nemes rózsa (1943)
- Tengerparti randevú (1943)
- Csiki Borka tánca (1944)
- Sárga kaszinó (1944)
- Forró mezők (1948)
- Mágnás Miska (1948)
- Talpalatnyi föld (1948)
- Tűz (1948)
- Díszmagyar (1949)
- Ludas Matyi (1949)
- Déryné (1951)
- Civil a pályán (1951)
- Erkel (1952)
- Föltámadott a tenger (1953)
- Rokonok (1954)